# Aranjuez–Valencia-vasútvonal
Az Aranjuez–Valencia-vasútvonal egy 354,8 km hosszúságú, nem villamosított, 1668 mm-es nyomtávolságú vasútvonal Aranjuez és Valencia között Spanyolországban. Tulajdonosa az Adif, üzemeltetője a Renfe Operadora. Vonalszáma 310.

## Története
Már az 1870-es általános vasúti törvény is előirányozta egy közvetlen Madrid-Valencia-vasútvonal megépítését Aranjuezen és Cuencán keresztül, bár az 1880-as évekig nem volt ilyen irányú projekt. Az 1850-es években már megépült a Madridot és Levante-t összekötő vasútvonal Alcazar de San Juanon és Albacete-en keresztül, amely a Compañía de los Ferrocarriles de Madrid a Zaragoza y Alicante (MZA) tulajdonában volt.
1882-től a Sociedad de los Ferrocarriles de Cuenca a Valencia y Teruel - amelynek fő részvényese a Banco Regional Valenciano volt - megkezdte a Valenciát Cuencával összekötő vasútvonal építését. A Valencia-Buñol szakaszt 1883 júliusában adták át, két évvel később pedig az Utiel-Siete Aguas szakaszt; a Siete Aguas és Buñol közötti vasútvonalat 1887-ben fejezték be, de a munkálatok nem haladtak tovább Utielnél. Ugyanebben az évben a Valencia-Utiel vonal üzemeltetése a Compañía de los Caminos de Hierro de Este de España kezébe került, amelyet 1892-ben a "Norte" társasághoz csatoltak.
Ugyanakkor 1884-ben az MZA társaság megkezdte az Aranjuez és Cuenca közötti vasútvonal építését. Ennek a vonalnak a megépítését már 1880 előtt állami koncesszióban határozták meg, amelyet az MZA egy másik, az építéssel megbízott társaságtól szerzett meg. Az építési munkálatok gyorsan haladtak, és a 152 km hosszú vonal 1885. szeptember 5-én nyitotta meg kapuit a forgalom előtt. Annak ellenére, hogy az MZA akkoriban kérte, hogy az építkezést Utielig folytassa, a társaság nem lépett ebbe az irányba.